# West Bend (Wisconsin)
West Bend es una ciudad ubicada en el condado de Washington en el estado estadounidense de Wisconsin. En el Censo de 2010 tenía una población de 31.078 habitantes y una densidad poblacional de 815,5 personas por km².

## Geografía
West Bend se encuentra ubicada en las coordenadas 43°25′8″N 88°10′54″O / 43.41889, -88.18167. Según la Oficina del Censo de los Estados Unidos, West Bend tiene una superficie total de 38.11 km², de la cual 37.72 km² corresponden a tierra firme y (1.01%) 0.39 km² es agua.

## Demografía
Según el censo de 2010, había 31.078 personas residiendo en West Bend. La densidad de población era de 815,5 hab./km². De los 31.078 habitantes, West Bend estaba compuesto por el 94.77% blancos, el 0.95% eran afroamericanos, el 0.43% eran amerindios, el 0.78% eran asiáticos, el 0.01% eran isleños del Pacífico, el 1.36% eran de otras razas y el 1.71% pertenecían a dos o más razas. Del total de la población el 3.9% eran hispanos o latinos de cualquier raza.